# Percival David Foundation of Chinese Art

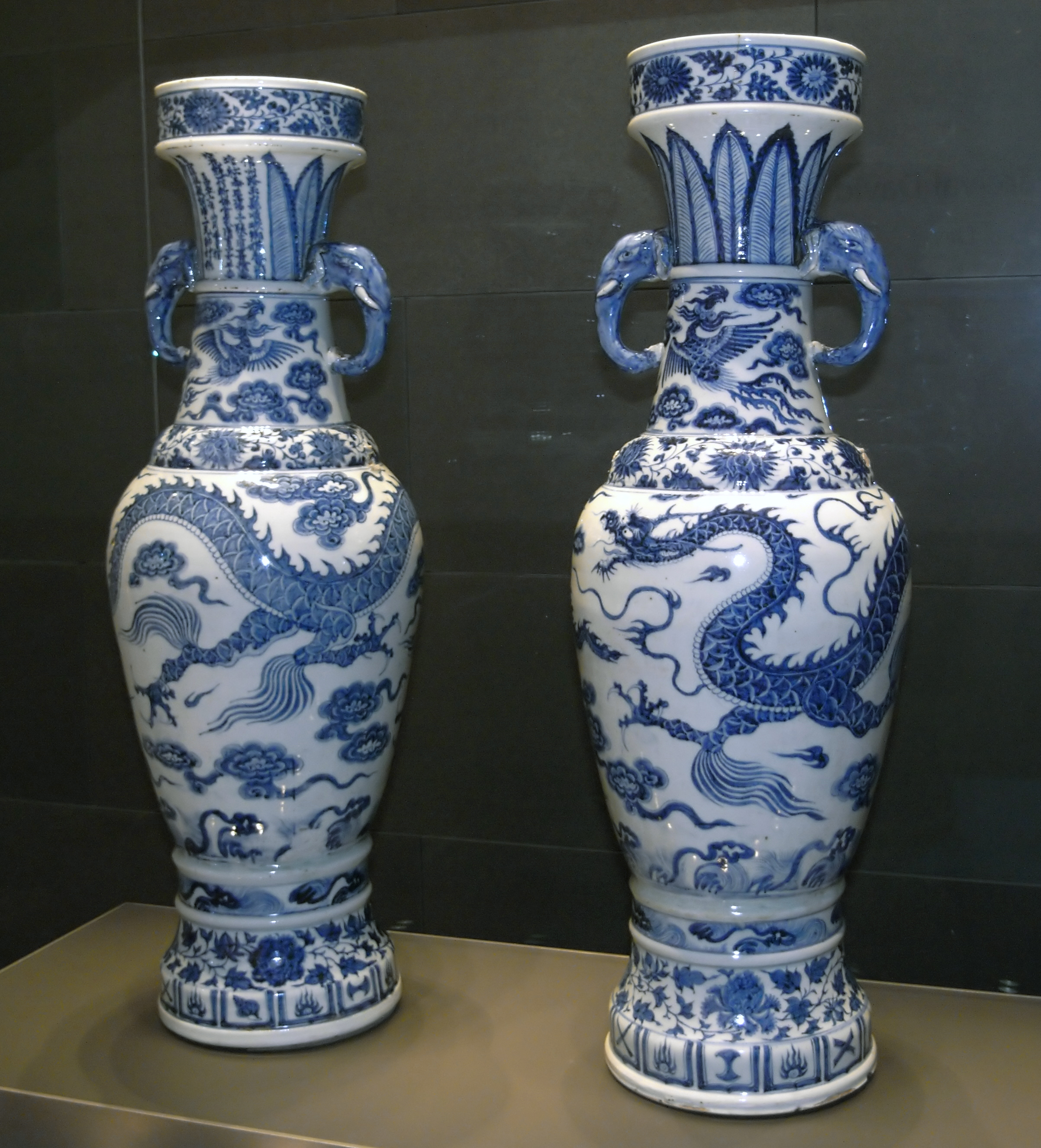
I Vasi David, che si dice siano due delle più conosciute porcellane cinesi al mondo.

La Percival David Foundation of Chinese Art (inglese: Fondazione Percy David di arte cinese) è una collezione di ceramica cinese e di oggetti relativi, in mostra permanente nella sua galleria nella Sala 95 del British Museum. Lo scopo principale della Fondazione è di promuovere lo studio e l'insegnamento dell'arte e della cultura cinese. La collezione consiste di circa 1.700 pezzi di porcellana delle dinastie Song, Yuan, Ming e Qing dal X al XVIII secolo, oltre che di un quadro, Rotolo delle antichità (Guwan tu) che risale al regno di Yongzheng (1723–35).
La collezione si concentra su pezzi di gusto cinese piuttosto che su porcellane da esportazione, e sulla porcellana imperiale, gran parte della quale porcellana di Jingdezheng. Essa comprende superbi esempi delle rare ceramiche Ru e Guan e due importanti vasi da tempio di porcellana blu e bianca della dinastia Yuan, (i "Vasi David"), i pezzi di porcellana blu e bianca di più antica data, del 1351. La Fondazione ha anche una vasta biblioteca di libri occidentali ed est-asiatici relativi all'arte cinese; questa e il materiale archivistico sono ospitati nella biblioteca della SOAS (School of Oriental and African Studies, "Scuola di studi orientali ed africani") dell'Università di Londra.
Nel 1950, la collezione fu presentata all'Università di Londra dal collezionista e studioso Sir Percival David, che l'aveva raccolta.

## Storia

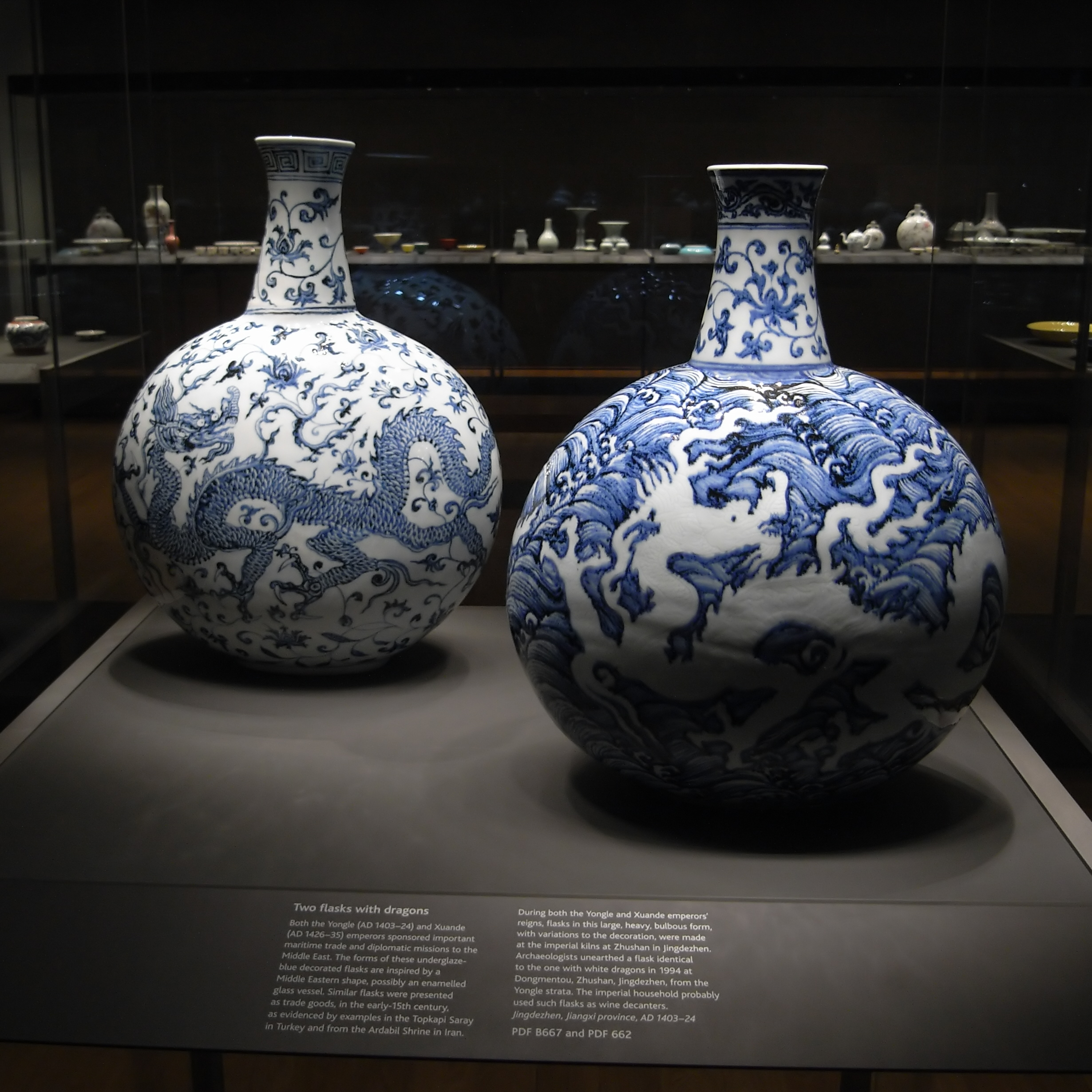
Due fiasche con draghi, 1403–24.

La collezione risale al 1927 quando molti degli oggetti della Città proibita stavano venendo svenduti dagli eunuchi e da altri membri del Dipartimento della Casa imperiale. Si dice che l'imperatrice madre Cixi abbia usato molti oggetti come garanzia collaterale per i prestiti di varie banche cinesi nel 1901. David convinse i funzionari ad allestire una mostra degli oggetti migliori. Quando iniziarono ad arrivare sul mercato, David riuscì in un modo o nell'altro a comprare circa quaranta pezzi e ad esportarli negli Stati Uniti. Nel 1930, ritornò di nuovo in Cina e contribuì con varie esposizioni, producendo una serie di cataloghi dei pezzi. Acquistò anche altri oggetti attraverso intermediari a Pechino. Questo significa che molti pezzi che erano un tempo di proprietà degli imperatori della dinastia Qing e parecchi pezzi hanno iscrizioni aggiunte per ordine dell'imperatore Qianlong (1736–95).
Nel 1931, la collezione di David fu mostrata nel Dorchester Hotel di Londra. Rimase là finché non fu evacuata in campagna durante la Seconda guerra mondiale. David creò anche una Cattedra di arte e architettura cinese presso il Courtauld Institute of Art, che fa parte dell'Università di Londra. Verso la fine della sua vita egli era determinato a mantenere unita la collezione, e per questo entrò in trattative con l'Università di Londra. Fu così raggiunto un accordo per mantenere unite la collezione e la biblioteca in una fondazione annessa alla SOAS.
Anche la cattedra che David aveva creato fu trasferita alla SOAS. I precedenti detentori della cattedra, chiamati Percival David Professor of Chinese and East Asian Art, includono William Watson, Roderick Whitfield e Craig Clunas. L'attuale docente è Shane McCausland. Poco prima dell'apertura della collezione, la fondazione ricevette anche una piccola collezione di porcellane appartenenti a Mountstuart Elphinstone. La collezione fu aperta al pubblico il 10 giugno 1952 in una casa a Gordon Square (Bloomsbury).

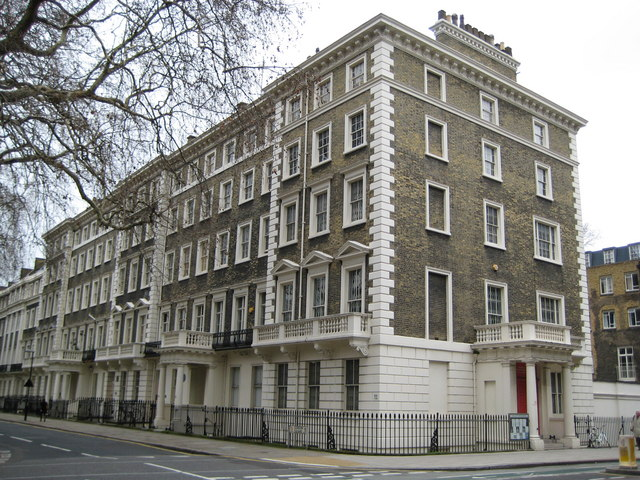
L'ex casa della Percival David Foundation a Gordon Square

La Fondazione ha prestato generosamente ad altri paesi. Ad esempio, prestò molti oggetti di porcellana della dinastia Yuan alla celebrazione a Venezia del 700º anniversario della spedizione di Marco Polo. Ha anche inviato altri oggetti in luoghi lontani come il Giappone e gli Stati Uniti.
La collezione della Biblioteca era una biblioteca funzionante e come tale era aperta a ricercatori di tutto il mondo.

## Trasferimento

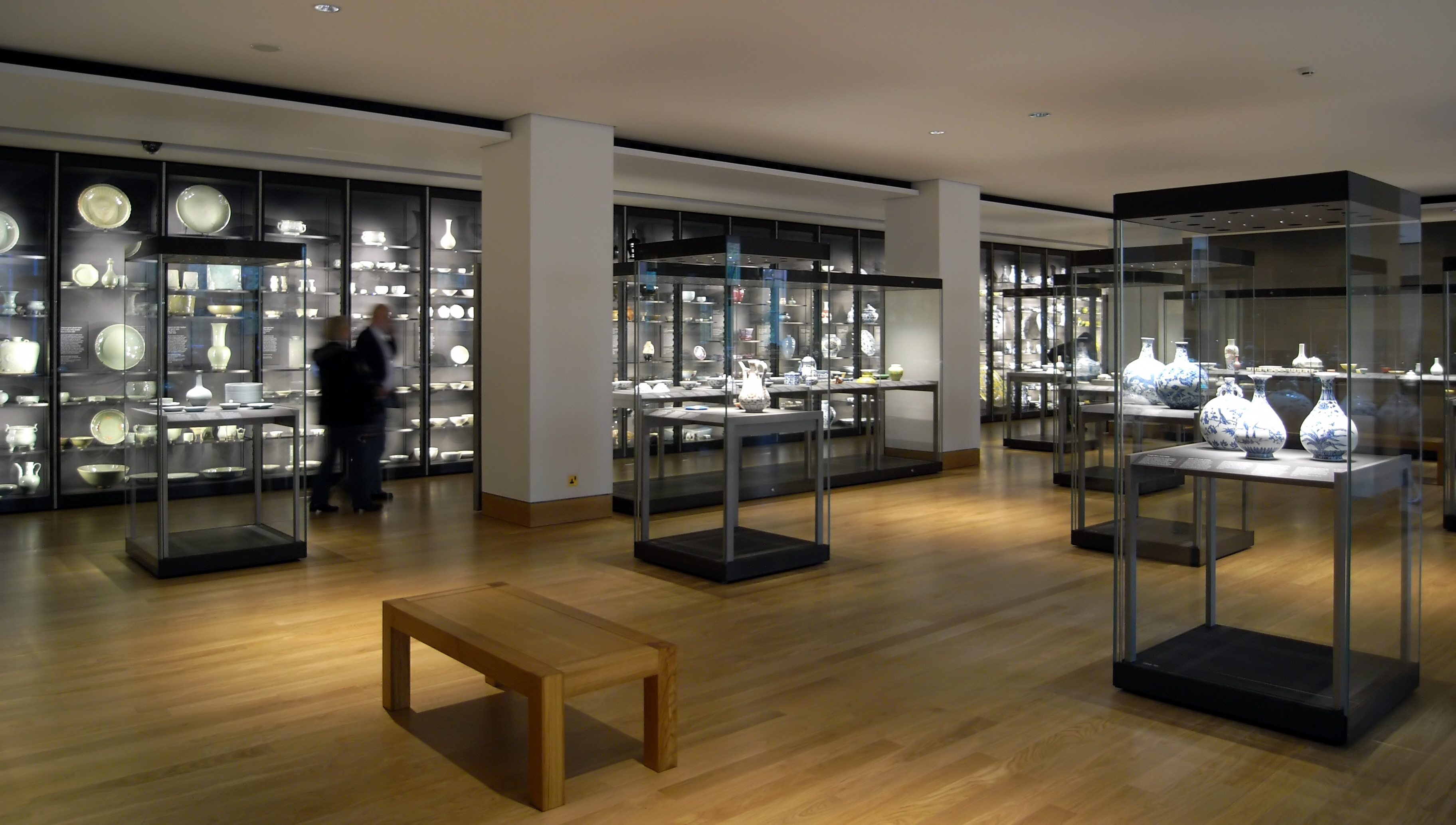
Sala 95, British Museum.

A causa di una crisi di finanziamenti, l'edificio di Gordon Square che ospitava la collezione della Fondazione chiuse alla fine 2007. La collezione di ceramiche è stata prestata su una base a lungo termine al British Museum, dove l'intera collezione, circa 1.700 oggetti, è in mostra pubblica permanente in una nuova galleria appositamente progettata (la Sala 95 del British Museum) aprì nell'aprile 2009, grazie alla generosità di Sir Joseph Hotung. La galleria pubblica fa parte del Sir Joseph Hotung Centre for Ceramic Studies ("Centro Sir Joseph Hotung per gli studi sulla ceramica"), che includerà attrezzature per usare la collezione a fini didattici.
Chinese Ceramics: Highlights of the Sir Percival David Collection ("Ceramica cinese: parti salienti della Collezione Sir Percival David"), di Regina Krahl e Jessica Harrison-Hall, fu pubblicato nell'aprile 2009 dalla British Museum Press in coincidenza con l'apertura della nuova mostra.

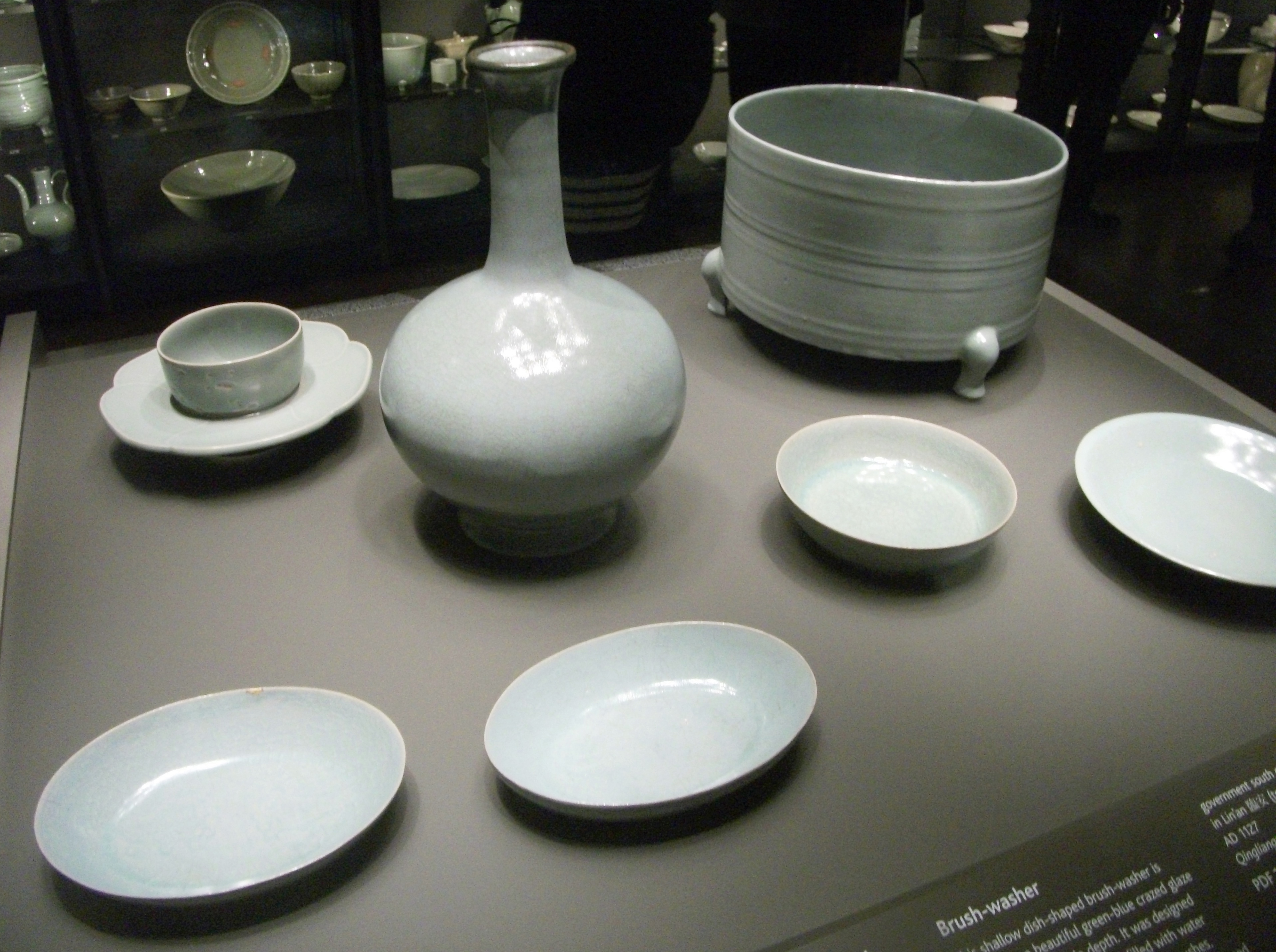
Teca con oltre il 5% della ceramica Ru sopravvissuta al mondo, dinastia Song, c. 1100
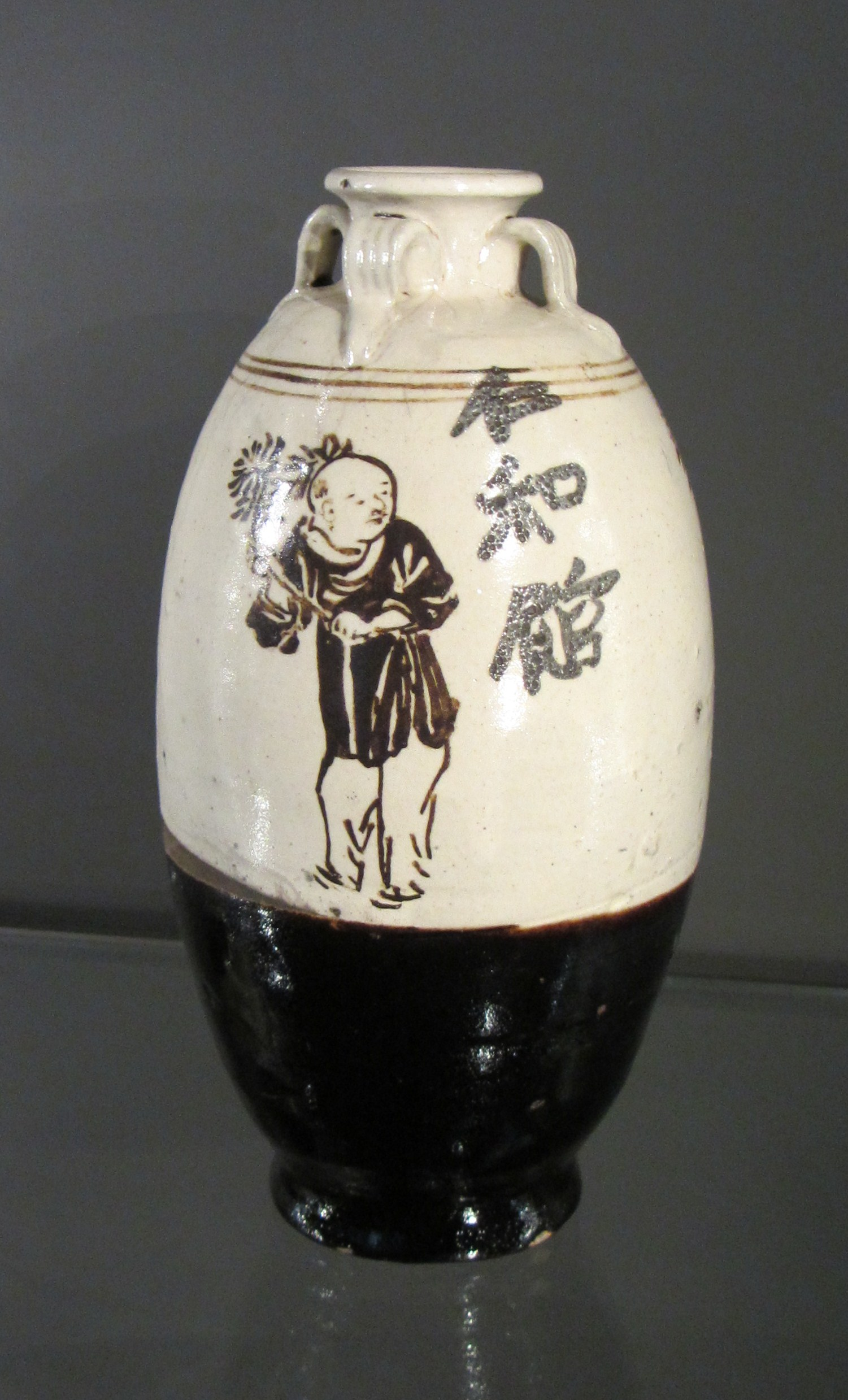
Anfora per il vino in ceramica Cizhou, per una taverna, 1115-1234
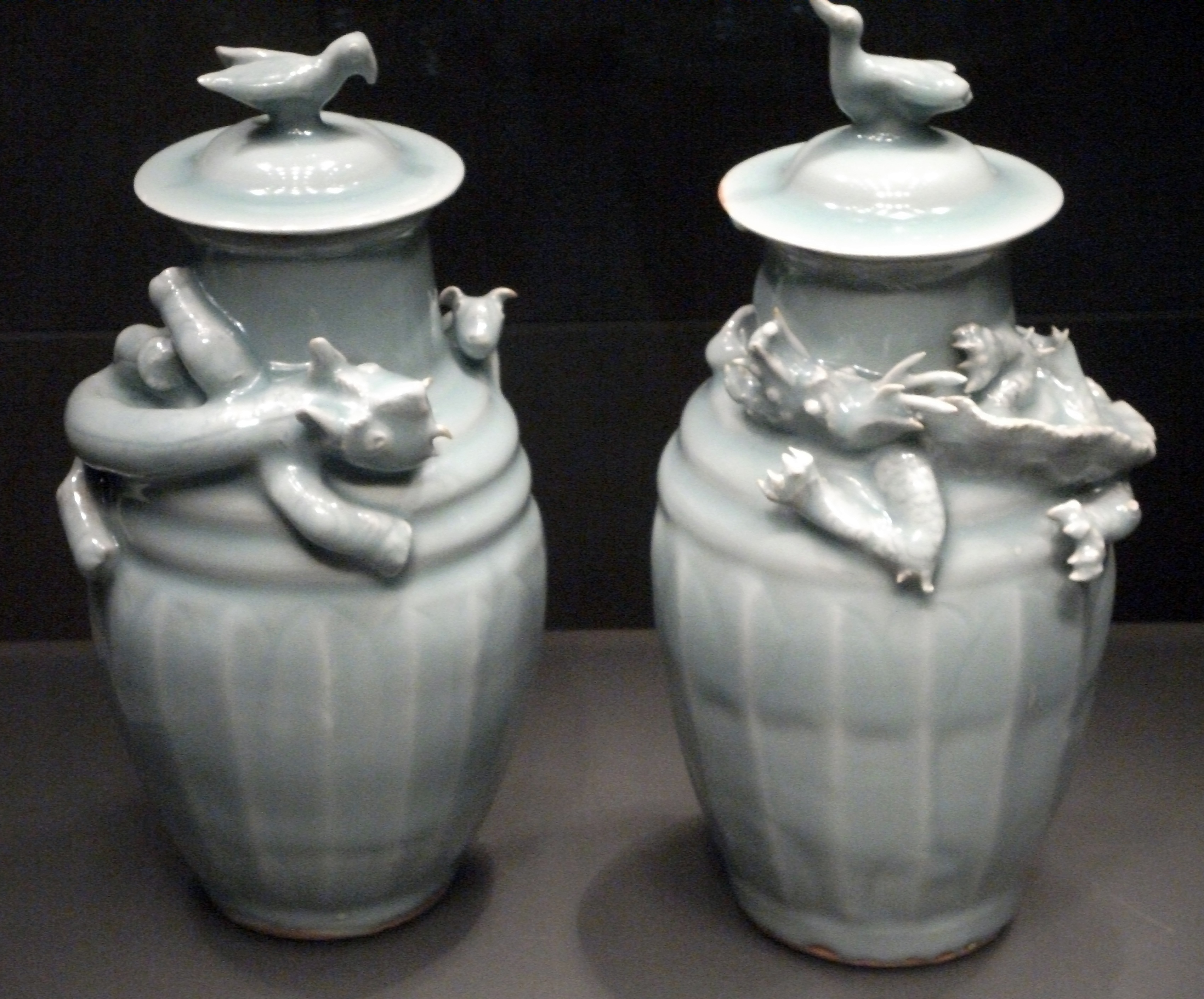
Vasi coperti in celadon di Longquan
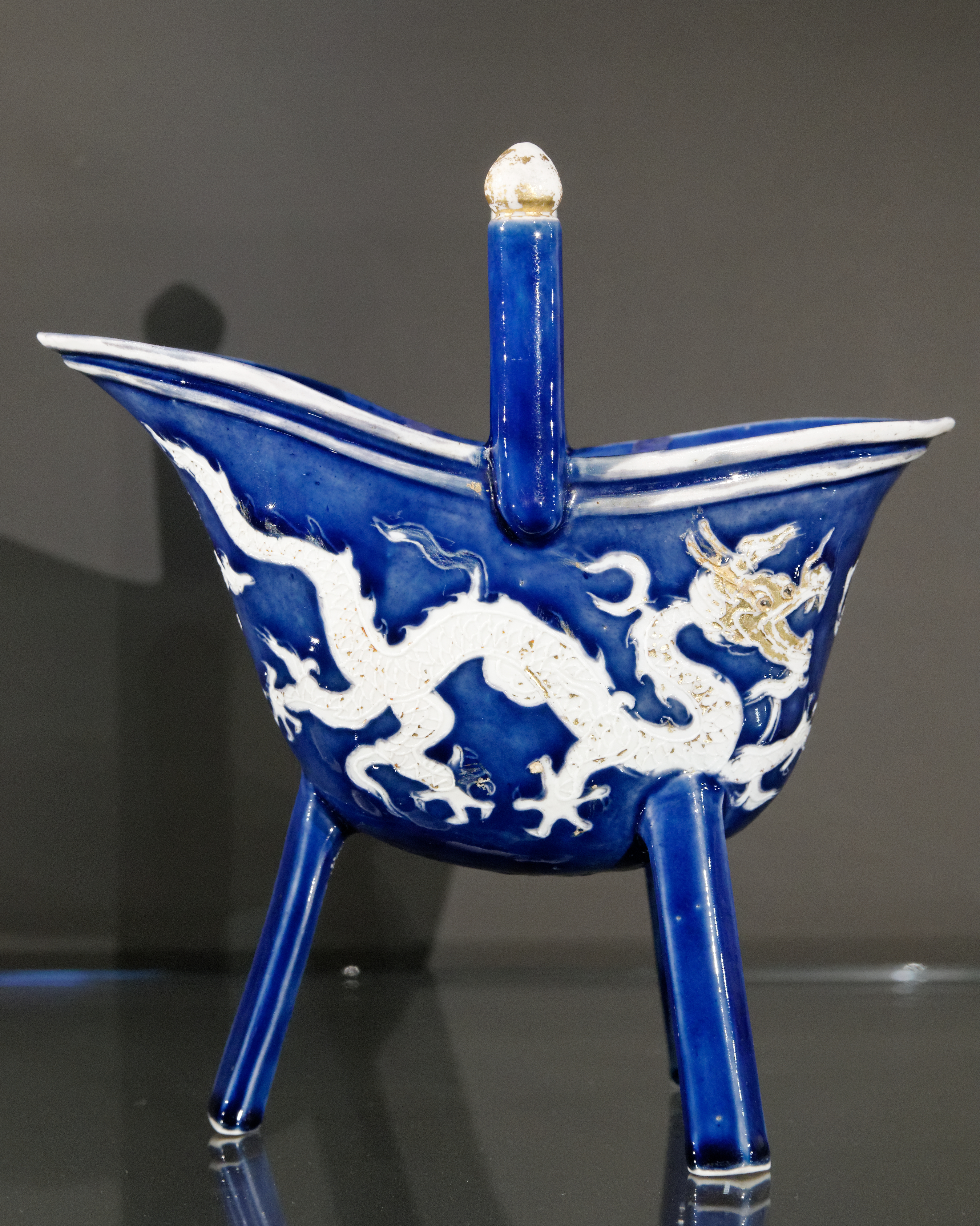
Coppa a forma di jue, Ming, 1522-1566, PDF A.561
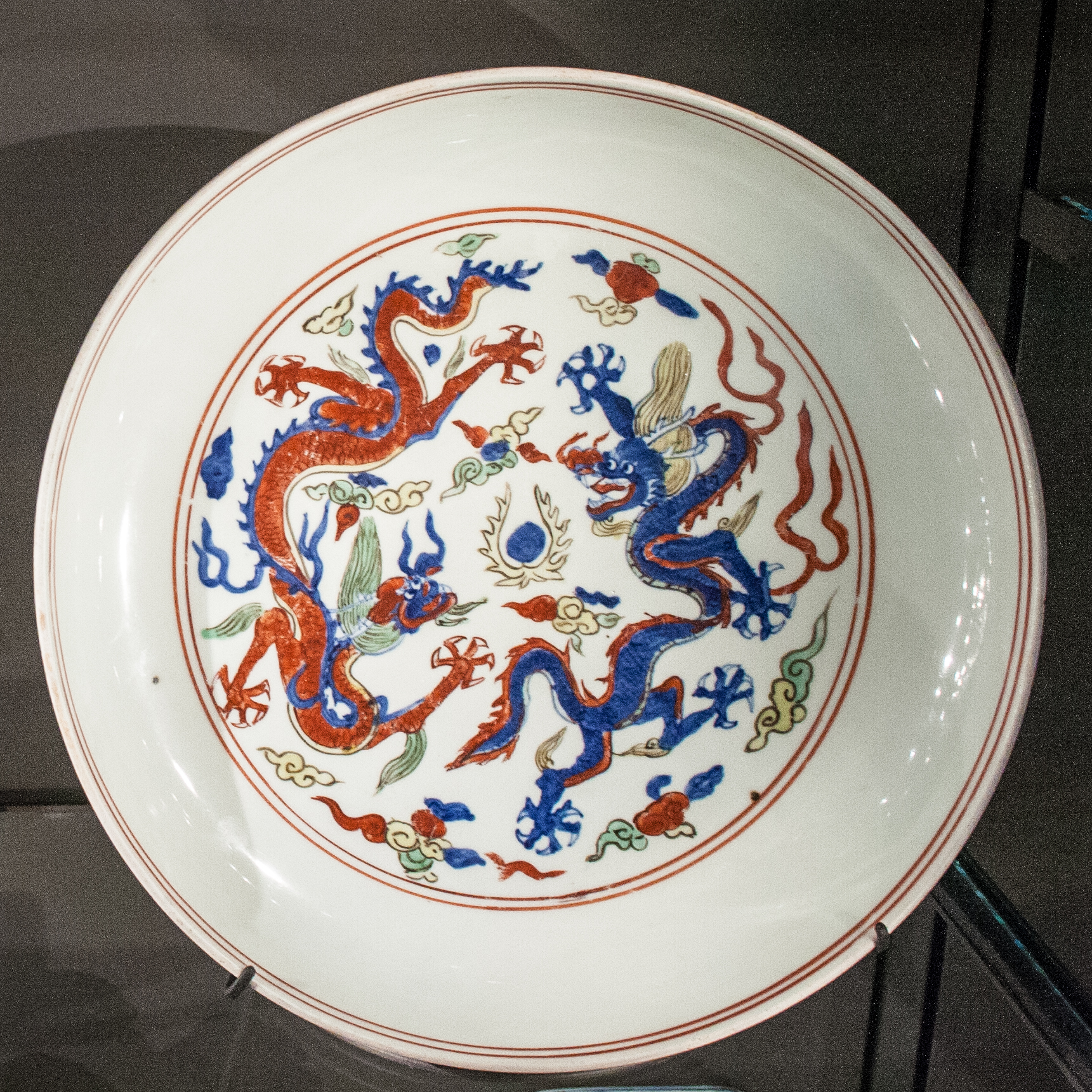
Piatto Wucai con draghi che cacciano perle fiammeggianti, Ming, segno e periodo Longqing, 1567-1572, PDF 798
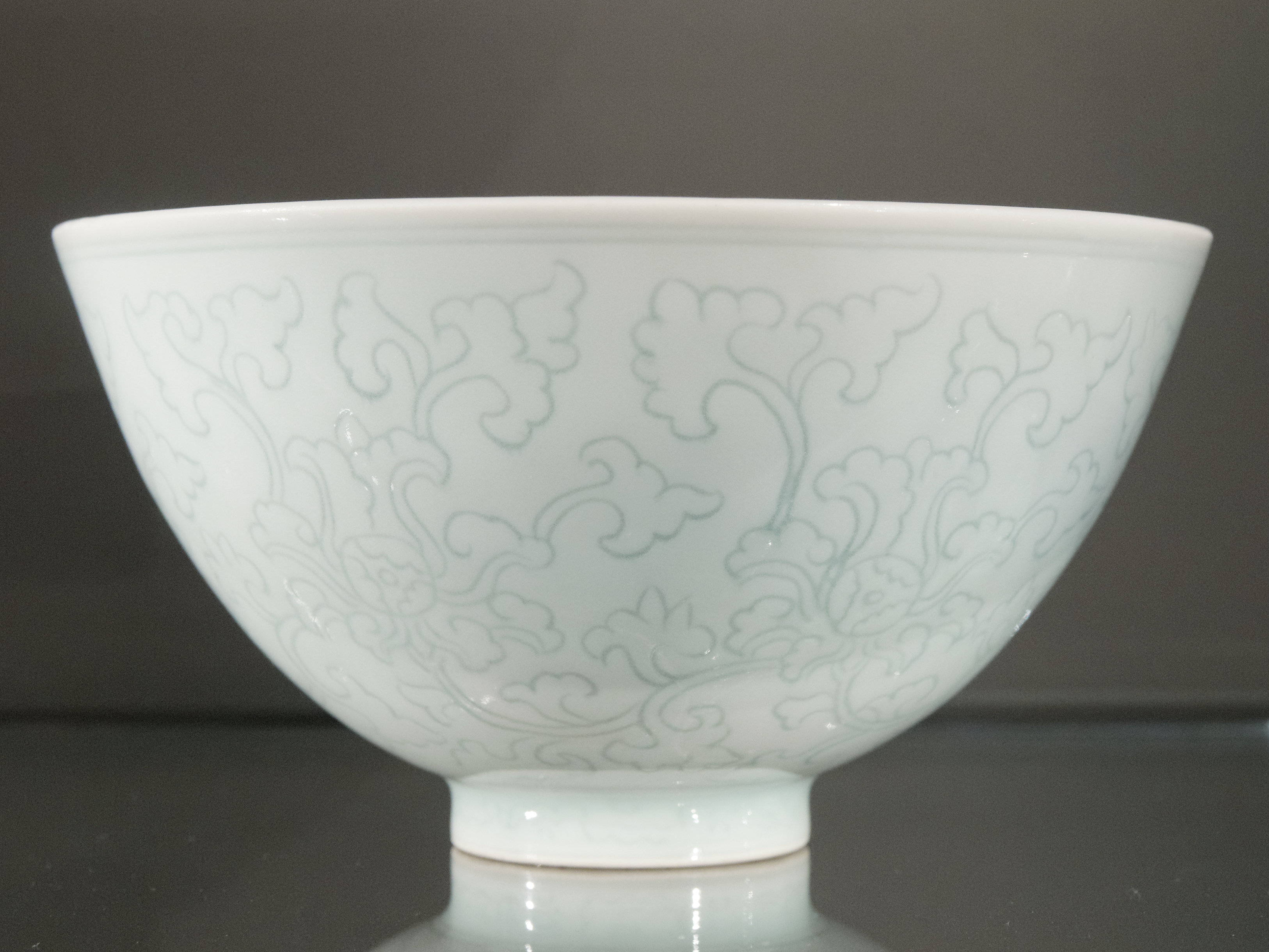
Ciotola Ming con disegno di peonie, PDF 704
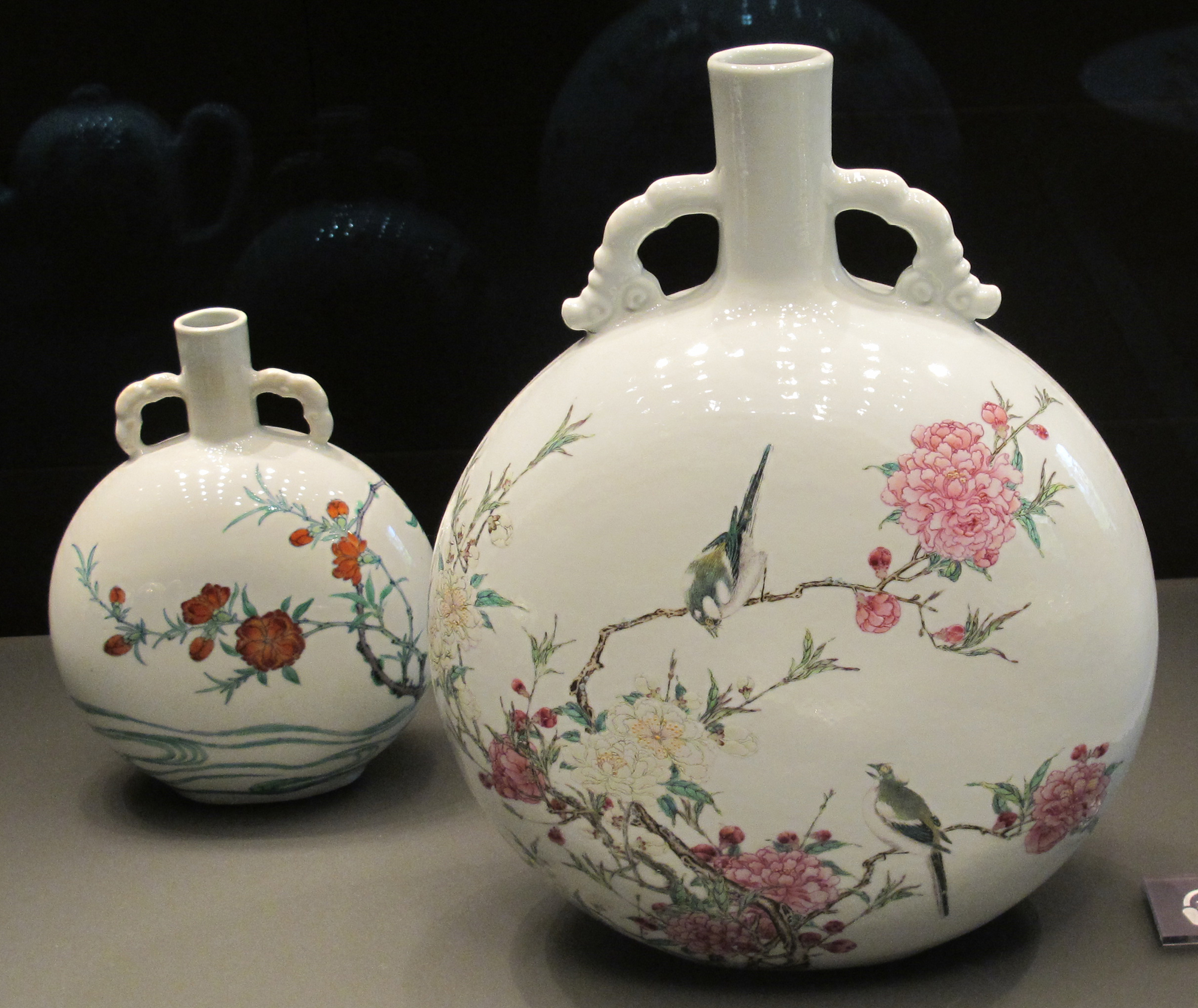
Fiasche a luna in famille rose, Qing, 1723-35
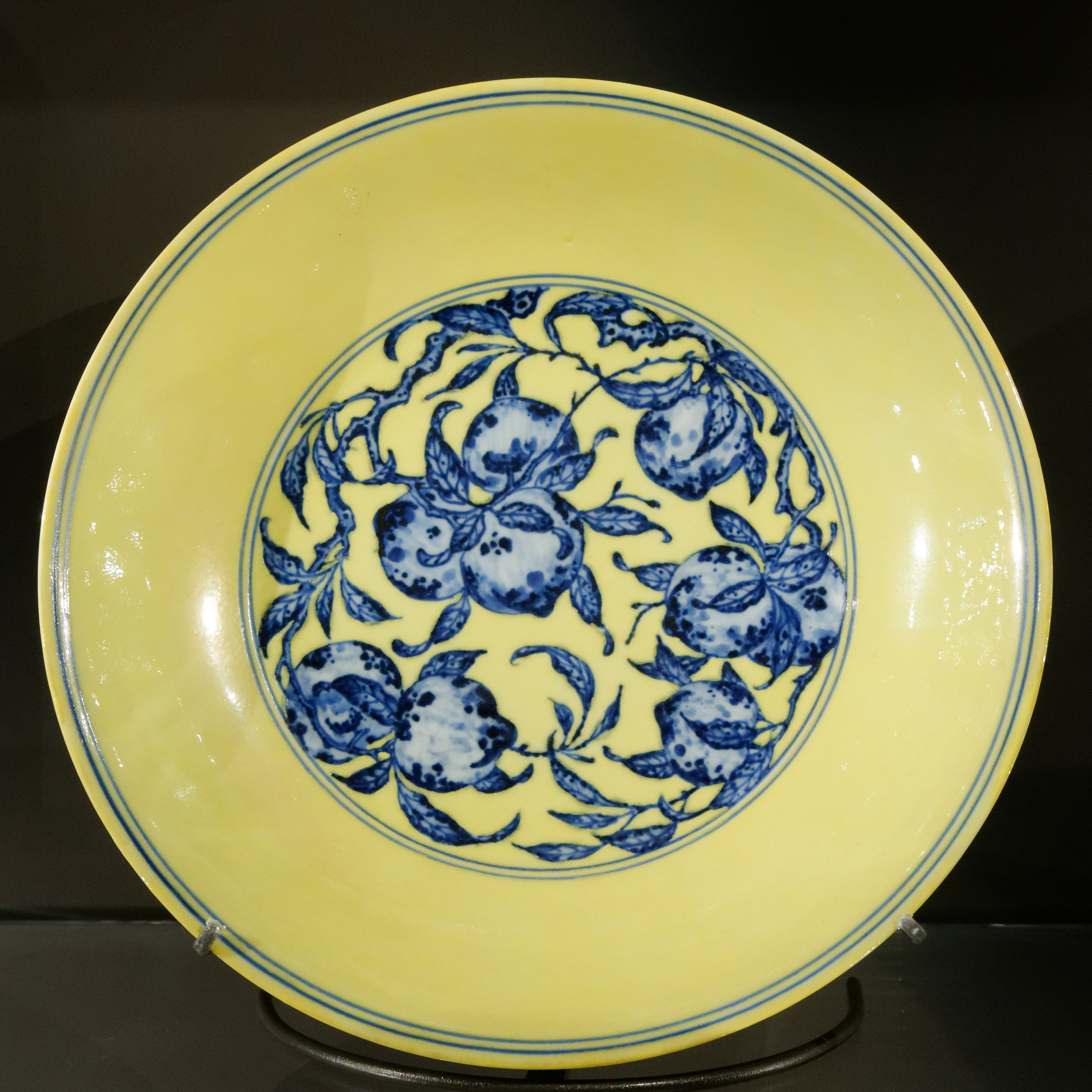
Piatto con rami di pesco, Qing, 1723-35, PDF A795
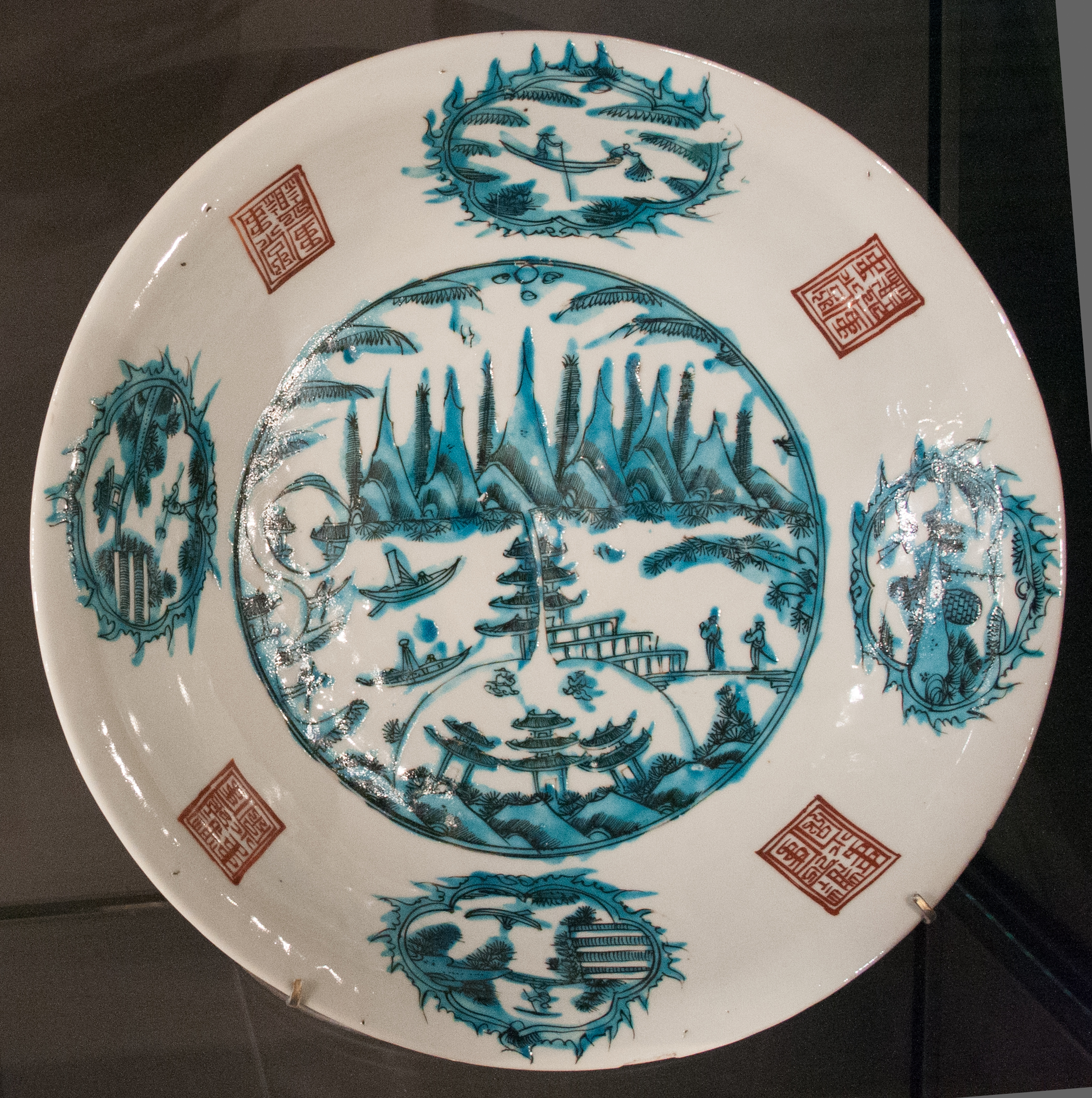
Piatto di porcellana Swatow con il sentiero per l'isola degli Immortali. Insolitamente per la collezione, è una porcellana popolare da esportazione
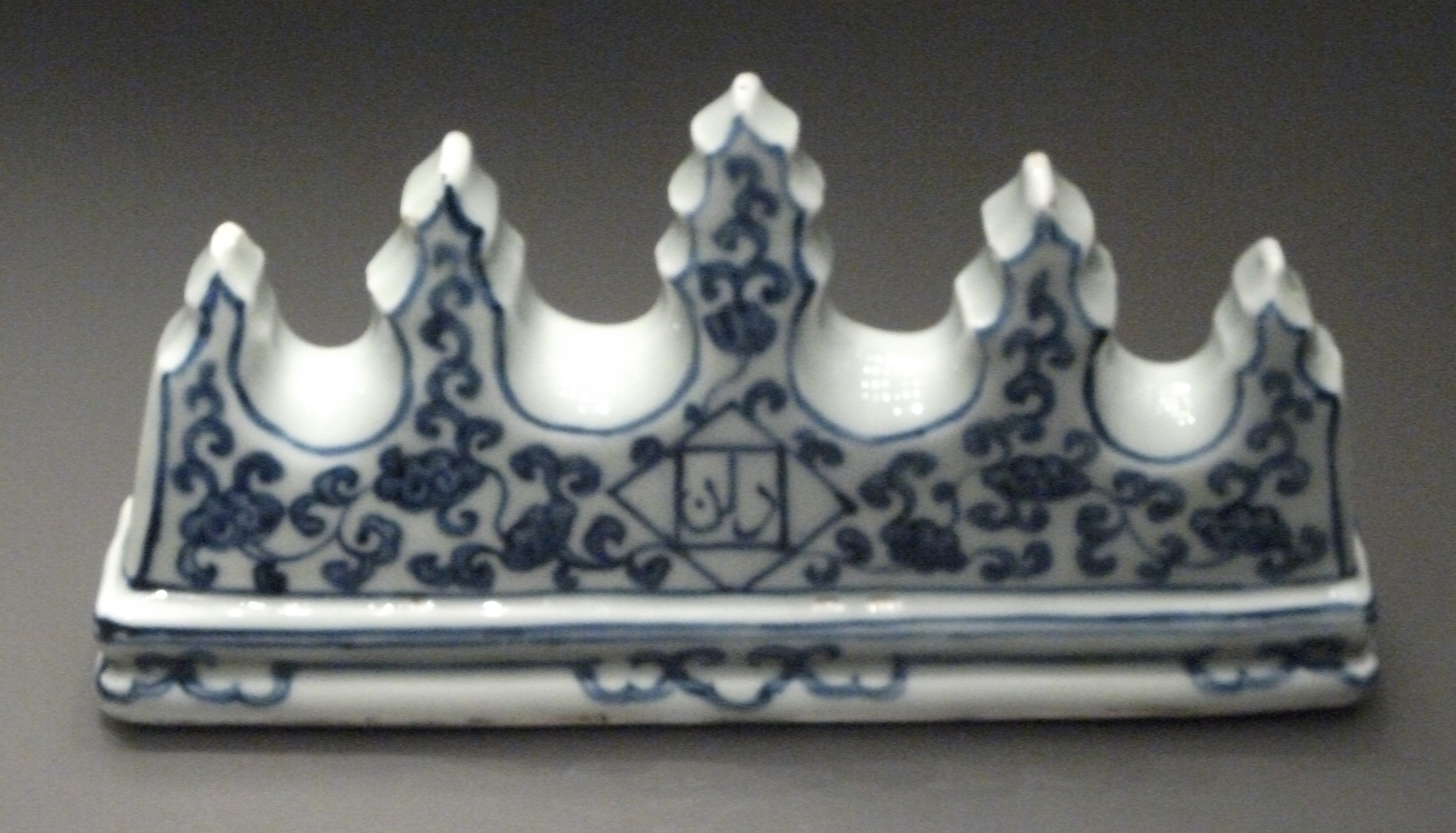
Poggiaspazzola per il mercato islamico